# Pheidole desertorum
Pheidole desertorum är en myrart som beskrevs av Wheeler 1906. Pheidole desertorum ingår i släktet Pheidole och familjen myror. Inga underarter finns listade i Catalogue of Life.

## Bildgalleri

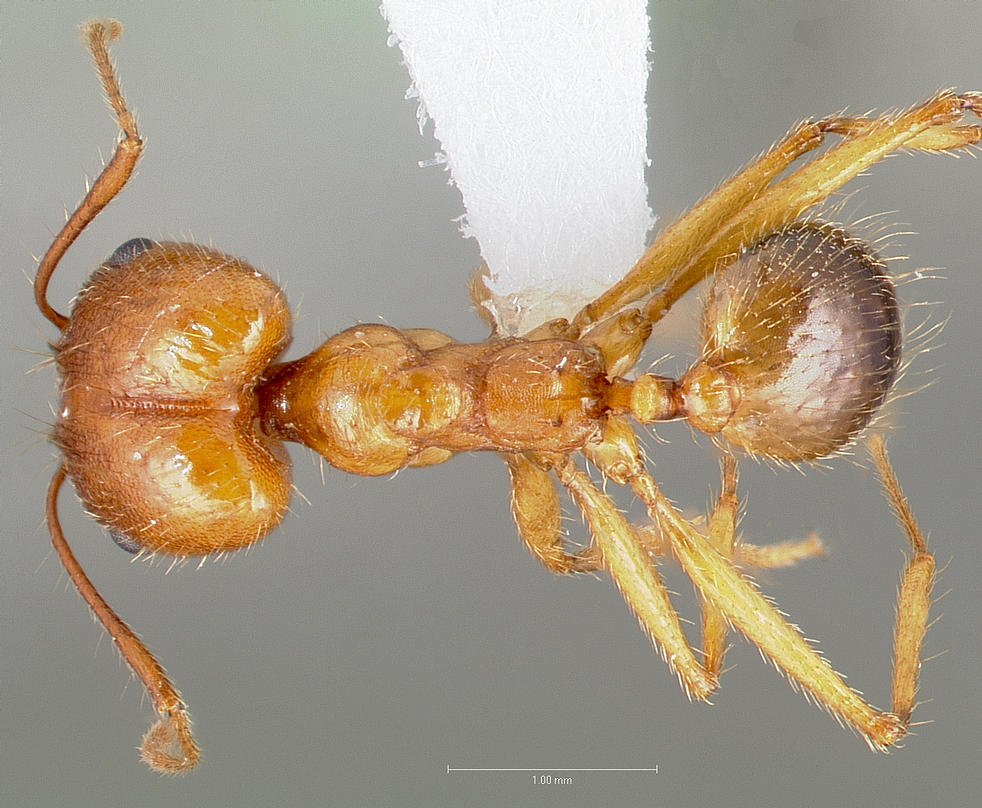
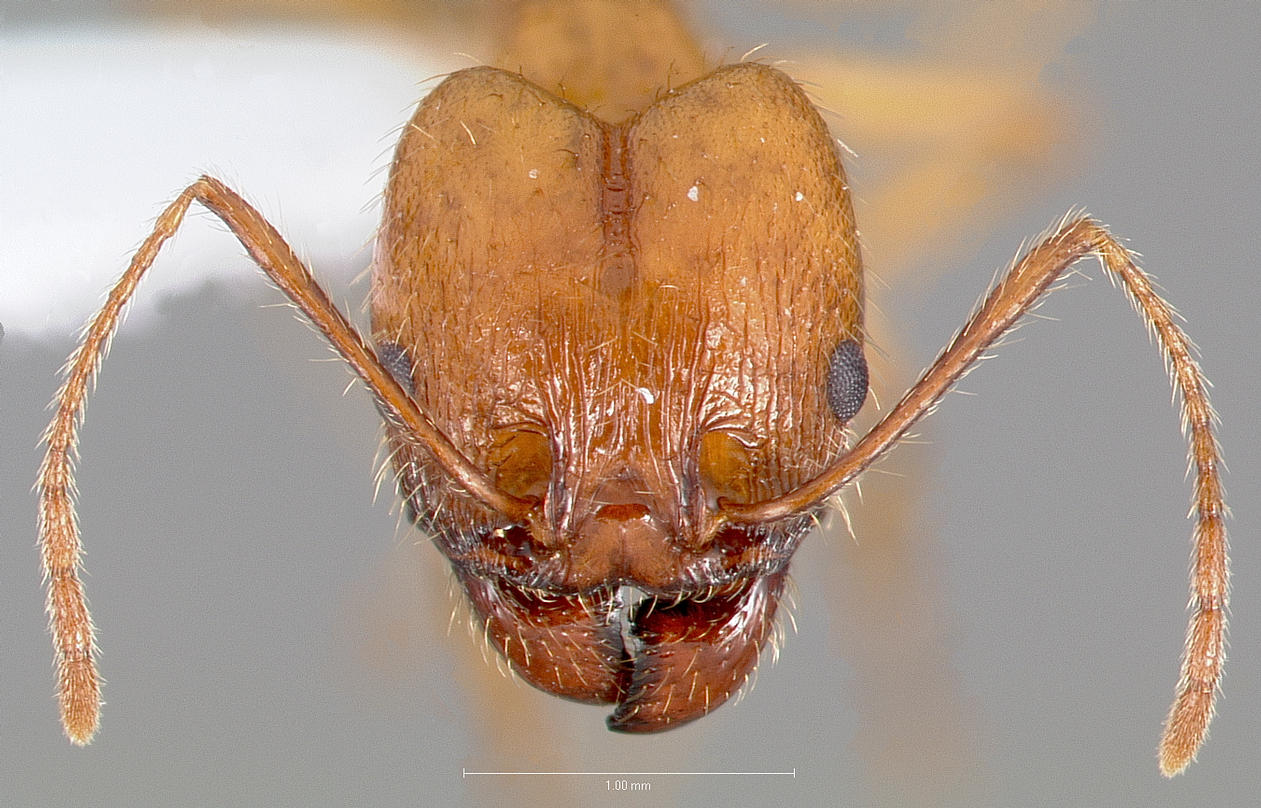
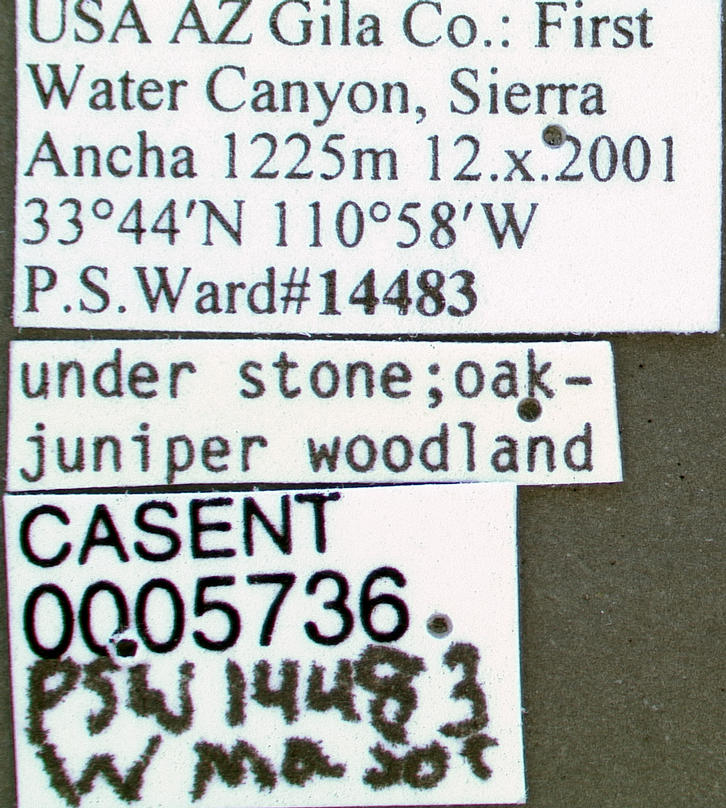
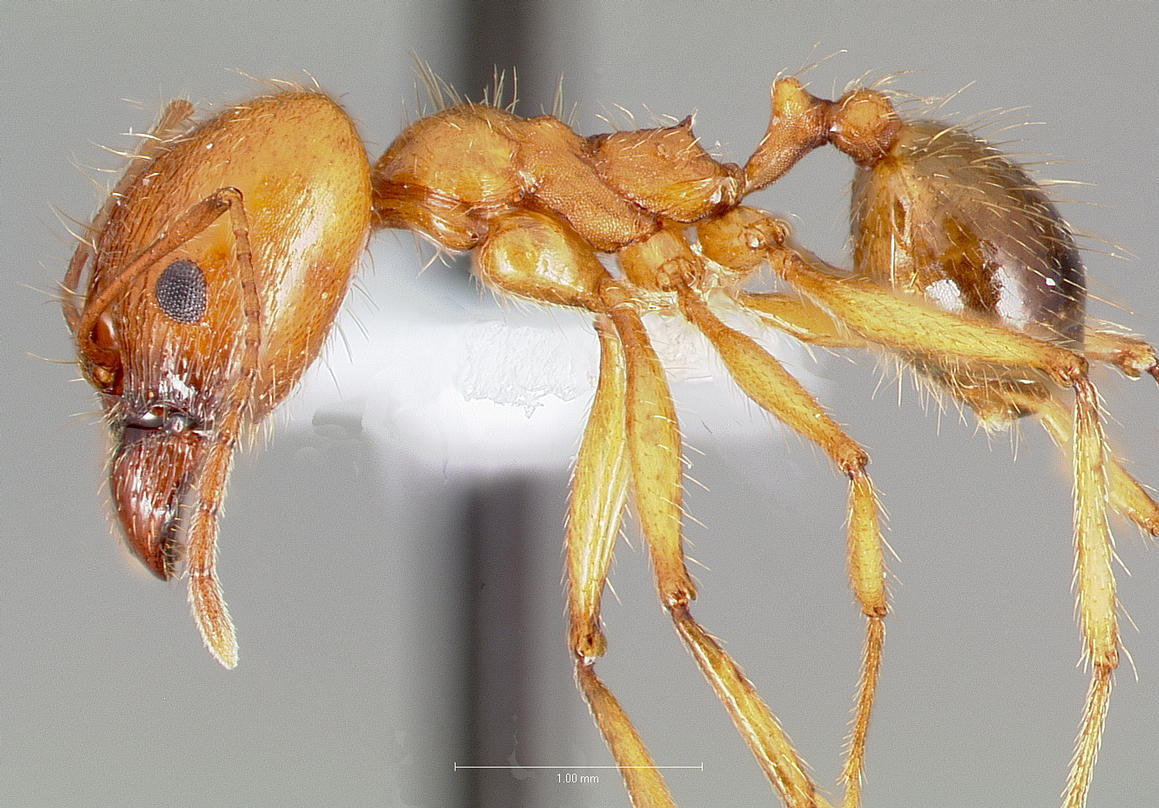
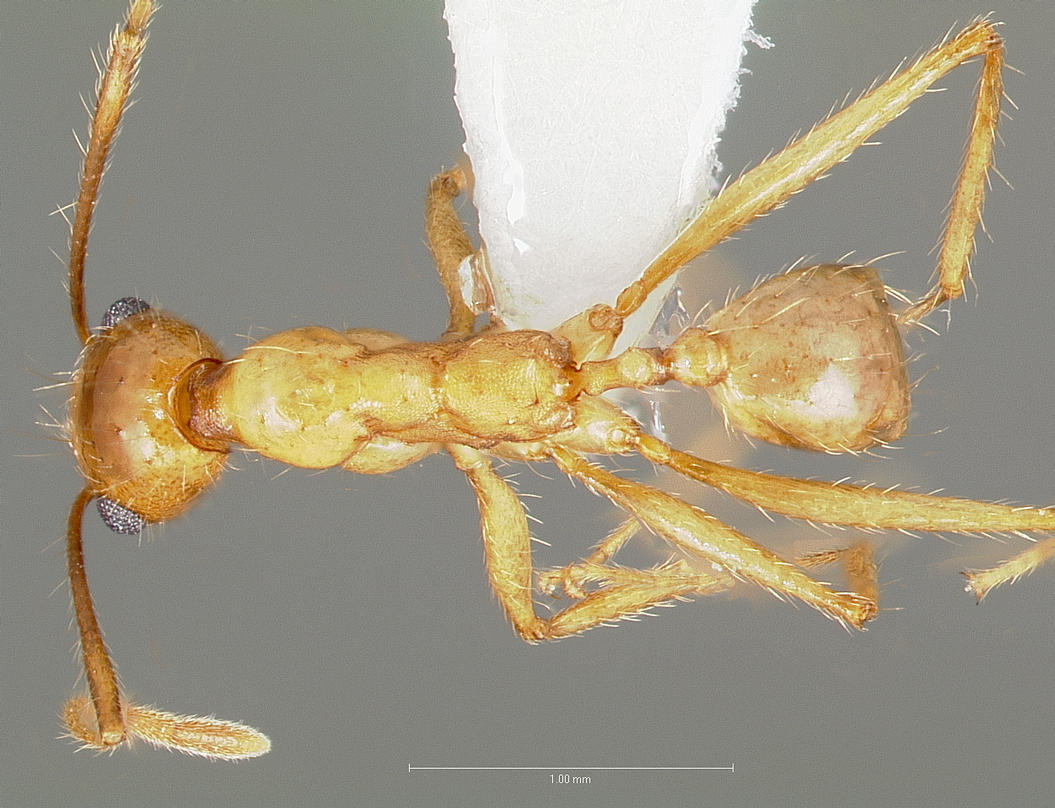
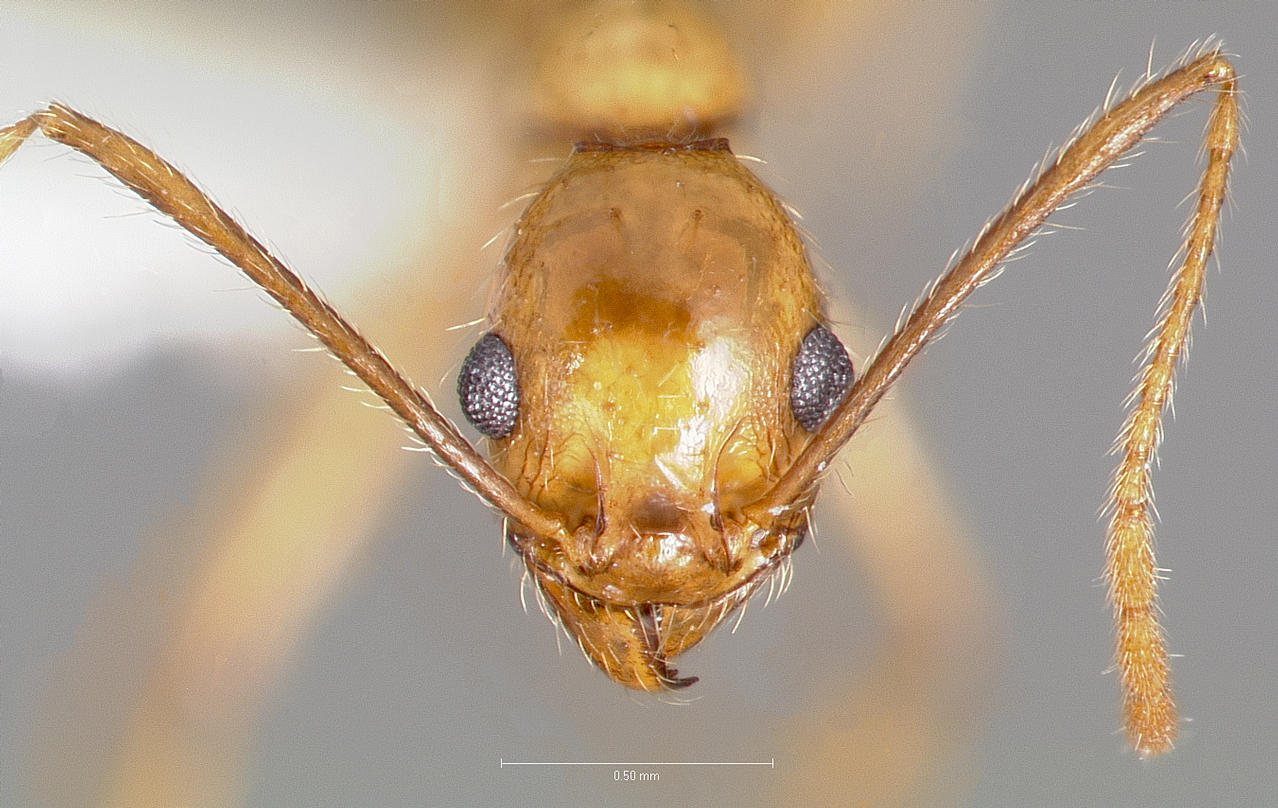